# کابوت (آرکانزاس)
کابوت (آرکانزاس) (به انگلیسی: Cabot, Arkansas) یک شهر در ایالات متحده آمریکا با جمعیت ۲۵٬۹۴۵ نفر است که در آرکانزاس واقع شده‌است.

## موقعیت جغرافیایی
موقعیت جغرافیایی شهرها و مناطق اطراف به شرح زیر است: